# Douglas Busk
Douglas Laird Busk KCMG (* 1906; † 1990) war ein britischer Diplomat, Bergsteiger und Geograf.

## Leben
Busk wurde am 15. Juli 1906 geboren und besuchte Eton und das New College in Oxford, verbrachte außerdem einige Zeit an der Princeton University.  Er heiratete 1937 Bridget Hemsley Thompson, und sie hatten zwei Töchter. Sie war Künstlerin, und ihre Strichzeichnungen illustrieren sein 1957 erschienenes Buch „The Fountain of the Sun“. Er starb am 11. Dezember 1990 im Alter von 84 Jahren in Chilbolton.
Baird war ein bemerkenswerter Bergsteiger und wurde während seines Studiums Mitglied des Alpinen Clubs, nachdem er den ersten Winteraufstieg der Nordwand des Pic du Midi d’Ossau gemeistert hatte. Sein Nachruf in der Times sagte, sein "größter Beitrag" sei seine Arbeit als Vorsitzender der Bibliothek des Alpinen Clubs gewesen, die in der Erstellung eines 600-seitigen Katalogs und der Ausstellung "Die Schätze des Alpinen Clubs" im Jahr 1981 gipfelte.

## Diplomatische Laufbahn
Baird trat 1927 in den diplomatischen Dienst ein und war in Ländern wie dem Iran, Ungarn, Japan, der Türkei und dem Irak tätig. Er diente als britischer Botschafter in Äthiopien (1952–1956), Finnland (1958–1960) und Venezuela (1961–1964).

## Anerkennung
Baird wurde im Rahmen der Geburtstagsehrungen von 1959 zum Knight Commander des Order of St Michael and St George (KCMG) ernannt.
Die Royal Geographical Society, deren Ehrenvizepräsident er war, vergibt jährlich eine nach ihm benannte Busk-Medaille.